# 再チャレンジ支援議員連盟
再チャレンジ支援議員連盟（さいチャレンジしえんぎいんれんめい）は、2006年6月2日に発足した日本の自由民主党の議員連盟。

## 概要
2006年（平成18年）3月末、小泉内閣は「多様な機会のある社会推進会議（通称：再チャレンジ推進会議）」を設置。同会議の議長には、内閣官房長官だった安倍晋三が就任した。
同年6月2日、小泉改革の負の側面として格差がクローズアップされる中、改革の姿勢は継続しつつも機会の平等という観点を重視して誰もが再挑戦ができる社会の実現する再チャレンジ政策について議論するための議員連盟として発足した。しかし実質的には、同年9月実施予定の自民党総裁選に向けて、内閣総理大臣小泉純一郎の最有力後継者であった安倍を支援することがその目的であった。
議連の設立は、菅義偉が安倍に出身派閥である森派（当時、現安倍派）に頼らずに、超派閥で臨むべきだとの進言によってなされた。政策を旗印とすることで、参加へのハードルを低くすると同時に各派閥の締め付けを難しくし、議員の囲い込みに成功した。また、世論に対しても安倍の派閥色を打ち消す効果があった。更に、世代交代を打ち出すために衆院の参加者は当選6回以下、参院は2回以下の議員に絞り、ベテラン議員を中心に待望論が広がっていた福田康夫に対抗する形となった。
発足総会には、代理出席を含めて94名の国会議員が集結し、党内での安倍支持の広がりを見せつけて福田を出馬断念に追い込んだ。総裁選では、選対本部の構成などで森派と主導権争いを繰り広げた。
山本有二が会長を、菅が幹事長を務めている。

## 所属議員

### 衆議院議員
| 浜田靖一 （無派閥） （11回、千葉12区） | 菅義偉 （無派閥） （10回、神奈川2区）            | 田中和徳 （麻生派） （10回、神奈川10区）              | 高市早苗 （無派閥） （10回、奈良2区）   | 梶山弘志 （無派閥） （9回、茨城4区）               |
| 新藤義孝 （無派閥） （9回、埼玉2区）   | 平井卓也 （無派閥） （9回、比例四国・香川1区）   | 加藤勝信 （無派閥） （8回、岡山3区）                  | 柴山昌彦 （無派閥） （8回、埼玉8区）    | 谷公一 （無派閥） （8回、兵庫5区）                 |
| 西村康稔 （無派閥） （8回、兵庫9区）   | 赤沢亮正 （無派閥） （7回、鳥取2区）             | 後藤茂之 （無派閥） （7回、長野4区）                  | 平将明 （無派閥） （7回、東京4区）      | 萩生田光一 （無派閥） （7回、東京24区）            |
| 葉梨康弘 （無派閥） （7回、茨城3区）   | 御法川信英 （無派閥） （7回、比例東北・秋田3区） | 山際大志郎 （麻生派） （7回、比例南関東・神奈川18区） | 赤間二郎 （麻生派） （6回、神奈川14区） | 石原宏高 （無派閥） （6回、東京3区）               |
| 上野賢一郎 （無派閥） （6回、滋賀2区） | 木原誠二 （無派閥） （6回、東京20区）            | 木原稔 （無派閥） （6回、熊本1区）                    | 坂井学 （無派閥） （6回、神奈川5区）    | 鈴木馨祐 （麻生派） （6回、比例南関東・神奈川7区） |
| 関芳弘 （無派閥） （6回、兵庫3区）     | 田中良生 （無派閥） （6回、埼玉15区）            | 平口洋 （無派閥） （6回、広島2区）                    | 武藤容治 （麻生派） （6回、岐阜3区）    | 世耕弘成 （無派閥） （1回・参5回、和歌山2区）      |

（計30名）

### 参議院議員
| 岡田直樹 （無派閥） （4回、石川県） | 山谷えり子 （無派閥） （4回・衆1回、比例区） | 片山さつき （無派閥） （3回・衆1回、比例区） | 福岡資麿 （無派閥） （3回・衆1回、佐賀県） | 宮澤洋一 （無派閥） （3回・衆3回、広島県） |

（計5名）

### 過去の在籍者
当選回数・派閥名・選挙区は引退・落選・離党時のもの。
| 山本有二 （無派閥） （11回、比例四国）             | 塩谷立 （無派閥） （10回、比例東海・静岡8区）          | 小此木八郎 （無派閥） （8回、神奈川3区）         | 桜田義孝 （無派閥） （8回、比例南関東・千葉8区）   | 塩崎恭久 （無派閥） （8回、愛媛1区）           | 高木毅 （無派閥） （8回、福井2区）           |
| 吉野正芳 （無派閥） （8回、福島5区）               | 秋葉賢也 （茂木派） （7回、比例東北・宮城2区）         | 木村太郎 （細田派） （7回、青森4区）             | 松本純 （麻生派） （7回、神奈川1区）               | 山口泰明 （竹下派） （7回、埼玉10区）          | 菅原一秀 （無派閥） （6回、東京9区）         |
| 西川公也 （二階派） （6回、比例北関東・栃木2区）   | 松岡利勝 （伊吹派） （6回、熊本3区）                   | 大塚拓 （無派閥） （5回、埼玉9区）               | 小野晋也 （町村派） （5回、愛媛3区）               | 亀岡偉民 （無派閥） （5回、比例東北・福島1区） | 七条明 （高村派） （5回、比例四国・徳島2区） |
| 高鳥修一 （無派閥） （5回、比例北陸信越・新潟6区） | 中山泰秀 （細田派） （5回、大阪4区）                   | 牧原秀樹 （無派閥） （5回、比例北関東・埼玉5区） | 山本朋広 （無派閥） （5回、比例南関東・神奈川4区） | 岩永峯一 （古賀派） （4回、滋賀4区）           | 大野松茂 （町村派） （4回、埼玉9区）         |
| 岸信夫 （安倍派） （4回・参2回、山口2区）          | 小島敏男 （伊吹派） （4回、埼玉12区）                  | 渡嘉敷奈緒美 （竹下派） （4回、大阪7区）         | 冨岡勉 （石原派） （4回、比例九州・長崎1区）       | 中野清 （伊吹派） （4回、埼玉7区）             | 西川京子 （麻生派） （4回、比例九州）        |
| 松本文明 （細田派） （4回、比例東京・東京7区）     | 水野賢一 （無派閥） （4回、千葉9区）                   | 秋元司 （二階派） （3回・参1回、東京15区）       | 松浪健太 （無派閥） （3回、比例近畿・大阪10区）    | 石崎岳 （町村派） （3回、北海道3区）           | 三ツ林隆志 （町村派） （3回、埼玉14区）      |
| 江崎洋一郎 （山崎派） （3回、比例南関東）          | 吉田六左エ門 （伊吹派） （3回、比例北陸信越・新潟1区） | 近藤基彦 （古賀派） （3回、新潟2区）             | 山本明彦 （町村派） （3回、愛知15区）              | 河本三郎 （高村派） （3回、兵庫12区）          | 戸井田徹 （津島派） （2回、兵庫11区）        |
| 岡部英明 （町村派） （1回、比例北関東・茨城5区）   | 中森福代 （伊吹派） （1回、比例北関東）                | 林潤 （古賀派） （1回、神奈川4区）               | 山内康一 （無派閥） （1回、神奈川9区）             | 浮島敏男 （無派閥） （1回、比例南関東）        | 清水清一朗 （無派閥） （1回、比例東京）      |
| 杉田元司 （町村派） （1回、比例東海・愛知14区）    | 清水鴻一郎 （古賀派） （1回、比例近畿・京都3区）       | 木挽司 （町村派） （1回、兵庫6区）               | 萩原誠司 （古賀派） （1回、比例中国・岡山2区）     | 福田良彦 （町村派） （1回、山口2区）           | 西本勝子 （高村派） （1回、比例四国）        |
| 遠藤宣彦 （麻生派） （1回、比例九州・福岡1区）     | 山本一太 （無派閥） （参4回、群馬県）                  | 小林温 （町村派） （参2回、神奈川県）            | 赤池誠章 （無派閥） （2回・衆1回、比例区）         | 中野正志 （無派閥） （参1回・衆3回、比例区）   |                                              |

（計58名）